# Los Cerrillos (Urugwaj)
Los Cerrillos – miasto w Urugwaju, w departamencie Canelones.